# Plasmaoscillation
Plasmaoscillationen, som sker vid plasmafrekvensen, är den viktigaste resonansen i ett plasma. Om alla elektroner i ett sjok av plasmat förskjuts något åt samma håll så uppstår ett elektriskt fält på grund av det underskott respektive överskott på elektroner som skapas. Om elektronerna släpps fria igen dras de tillbaka till ursprungsläget av detta elektriska fält. Men när de når ursprungsläget har de en viss fart och fortsätter förbi detta, tills ett nytt fält byggs upp som bromsar dem, drar dem tillbaka mot ursprungsläget igen, och så vidare. Frekvensen för denna oscillation är plasmafrekvensen, och ges av
{\displaystyle f_{p}={\frac {1}{2\pi }}{\sqrt {\frac {n_{e}e^{2}}{m\varepsilon _{0}}}}}
där {\displaystyle n_{e}} är plasmats elektrontäthet, e är elementarladdningen, m är elektronmassan och {\displaystyle \varepsilon _{0}} är den elektriska konstanten. Ett bekvämt ungefärligt uttryck är att
{\displaystyle f_{p}=9{\sqrt {n_{e}}}}
där plasmafrekvensen är i kHz om elektrontätheten är mätt i cm-3. Vågor med en lägre frekvens reflekteras, till exempel kortvågsradio av jonosfären och synligt ljus av metaller.
För mycket korta våglängder måste hänsyn tas också till effekter av elektronernas termiska rörelse. Den stationära plasmaoscillationen övergår då i en våg, en s.k. Langmuirvåg.

## Metaller
Enkla metaller som natrium och aluminium kan beskrivas med fria elektronmodellen. Elektronkoncentrationerna är av storleksordningen Avogadros tal per kubikcentimeter. Med 1022 cm-3 får man plasmafrekvenser på 1015 Hz. För högre frekvenser, inom ultraviolett, blir enkla metaller transparenta. Modellen ger värden som stämmer bra med experiment. För kalium är den experimentella plasmonenergin 3,72 eV, för aluminium 15,3 eV, för kisel (beräknad med fyra elektroner per atom) 16½ eV.